# Conflit israélo-libanais de 2006
«  Guerre Israël-Hezbollah (2006) » redirige ici. Ne pas confondre avec la guerre en cours depuis 2023.
Pour les articles homonymes, voir Invasion israélienne du Liban en 1982.
Conflit israélo-arabe
Batailles
- Bataille de Maroun al-Ras
- Bataille de Bint Jbeil
- Bataille d'Ayta ash-Shab
- Raid de Tyr
- Bataille de Marjayoun

Le conflit israélo-libanais de 2006 ou guerre des 33 jours, connue au Liban comme la guerre de Juillet (حرب تموز, Ḥarb Tammūz) et en Israël comme la seconde guerre du Liban (מלחמת לבנון השנייה, Milhemet Levanon HaShniya), un épisode du conflit israélo-arabe, est une guerre qui oppose Israël au Liban (principalement le Hezbollah) lors de l'été 2006.
Le conflit débute le 12 juillet 2006. Il a été précipité par des tirs de roquettes sur le territoire israélien puis l'envoi d'un commando du Hezbollah en Israël qui tue 8 soldats et en kidnappe d'autres. Selon des révélations ultérieures dans la presse américaine et britannique, l'attaque israélienne contre le Hezbollah aurait été planifiée bien avant ces événements.
L’armée israélienne mène une offensive terrestre au Liban et bombarde tous les points vitaux du pays (les centrales d’électricité, les ponts, l’aéroport, les industries), paralysant son économie. Les bombardements israéliens causent environ 1 200 morts et 4 000 blessés et conduisent à l’exode de près d’un million de personnes. L'armée israélienne met en pratique au cours de cette guerre la doctrine Dahiya, qui consiste à ne pas tenir compte des pertes civiles lors des bombardements sur des cibles ennemies.
Après plus de 33 jours de combats, une trêve correspondant à la résolution 1701 de l'ONU est intervenue le 11 août. Le conflit mènera à des tensions politiques dans les deux pays,.

## Résumé rapide
Le conflit débute après une attaque du Hezbollah contre une patrouille de l'armée israélienne à la frontière et de tirs de roquettes,, qui a abouti à la mort de huit soldats et la capture de deux autres en vue de les échanger contre des prisonniers en Israël.
Toutefois par la suite, le 8 mars 2007, en réponse aux attaques dont il fait l'objet dans l'opinion israélienne à propos de la gestion du conflit, le Premier ministre israélien Ehud Olmert déclare devant la commission Winograd, qui enquête sur d’éventuels dysfonctionnements, qu'une telle guerre avait été envisagée 4 mois plus tôt et que l’opération n’avait donc pas été « improvisée » comme cela lui était reproché, puisqu'un plan avait été approuvé pour le cas où des soldats viendraient à être enlevés.
Israël décide de lancer l'opération « Juste Rétribution » renommée depuis « Changement de Direction », qui s'étend sur tout le Liban hormis le Chouf, fief traditionnel des druzes. Pour Israël, il s'agit d'éradiquer les implantations du Hezbollah au Liban, capables de tirs de missiles, nombreux et de longue portée depuis le retrait israélien de 2000 et qui fait usage de ses roquettes contre le tiers nord du territoire israélien.
Les conséquences de cette opération du côté libanais sont : plus de 1 000 morts civils dont 30 % d'enfants de moins de 12 ans ; plus d'un million de réfugiés ; une majorité des infrastructures du pays détruites ; de nombreux quartiers résidentiels rasés ; une marée noire en Méditerranée ; des opérations qualifiées de crimes de guerre par Amnesty International dans les villages du Sud, tel celui de Marwahin. Cet organisme dénonce les dégâts excessifs causés aux civils et à l'infrastructure civile. Israël estime que le Hezbollah a sa part de responsabilité dans ces destructions en se cachant parmi les civils qu'il prendrait comme bouclier humain. Les enquêtes menées respectivement par Human Rights Watch et Amnesty International ont réfuté l'utilisation de boucliers humains par le Hezbollah, celui-ci opérant hors des zones habitées.
Du côté israélien, plus de 150 morts (400 selon un rapport de diplomates américains en poste à Beyrouth) ont été recensés et plus de 400 000 personnes ont fui le nord du pays à cause des tirs de roquettes du Hezbollah. Ces munitions n'étant pas guidées, elles ont été dénoncées par Amnesty International comme étant des armes sans discrimination, ce qui constitue un crime de guerre et ce d'autant plus qu'elles étaient conçues pour maximiser les dégâts infligés à la population.
L'armée israélienne annonce avoir tué 320 combattants du Hezbollah[réf. nécessaire]. En décembre 2006, plusieurs mois après la fin du conflit, un représentant important du Hezbollah reconnaît la mort de 250 combattants présentés comme des « martyrs » tandis qu'Israël déplore la mort de 159 Israéliens dont 39 civils en 34 jours de combats.

## Contexte historique

### Absence de relations diplomatiques
Depuis la guerre de 1948 qui oppose Israël à une coalition des pays arabes de la région, le Liban ne reconnait pas officiellement l'existence du pays voisin à sa frontière sud.

### Premier conflit israélo libanais en 1978
Israël envahit le Liban en mars 1978 jusqu'au fleuve Litani, attaquant les forces de l'Organisation de libération de la Palestine. Cette intervention suit immédiatement le massacre de la route côtière organisé depuis le Sud-Liban, le 11 mars 1978, qui tue des dizaines de personnes, attaque la plus meurtrière d'une série d'attaques depuis le Liban.
Ce conflit du Liban sud conduit aux résolutions 425 et 426 de l'ONU, lesquelles appelleront au retrait des forces israéliennes.

### Occupation partielle du Liban par Israël (1982-2000)
Après de nouvelles attaques de l'OLP, Israël envahit à nouveau le Liban en 1982. Les troupes israéliennes sont indirectement impliquées lors du massacre de Sabra et Chatila en 1982, qui entraîne la mort de 1500 civils palestiniens, commis par les milices chrétiennes maronites dans la banlieue de Beyrouth. Le bilan libanais officiel des pertes lors de cette guerre est de 20 000 morts et 30 000 blessés. 9 797 militaires syriens et miliciens palestiniensainsi que 675 soldats israéliens ont été tués. L'armée israélienne se maintient au Liban Sud. Par la suite elle se retire partiellement en prenant appui sur une armée de supplétifs qui contrôle une zone tampon dans le Liban-Sud jusqu'en 2000.
De nouvelles opérations militaires israéliennes sont menées pendant une semaine en juillet 1993 pour répondre à des tirs de roquettes et à des attaques du Hezbollah, contre l'occupation du sud du Liban par Tsahal, et  avec le soutien du Front populaire de libération de la Palestine en juin et juillet. Un cessez-le-feu est obtenu après sept jours de bombardement d'Israël et de l'armée du Liban Sud.
En 1996, Tsahal mène une opération militaire dans le Liban Sud qui dure 16 jours, en avril, pour mettre fin aux attaques du Hezbollah contre le nord d'Israël, attaques qui réagissent elles-mêmes à la mort de plusieurs Libanais ; le Bombardement de Cana de 1996, du nom d'une installation de l'ONU touchée par les obus israéliens, entraîne la mort de 118 civils libanais et constitue le moment le plus marquant de cette intervention, considérée comme un échec.
Les affrontements s'arrêtent avec la signature d'un accord écrit informel de cessez-le-feu israélo-libanais obtenu par la diplomatie américaine le 26 avril 1996. Cet accord interdit toute nouvelle attaque de part et d'autre de la frontière « contre et en provenance de zones habitées par des civils »[réf. nécessaire].

### Création du Hezbollah (1982)
Le Hezbollah est créée en 1982 pendant l'invasion israélienne du Liban par Israël. Des chiites libanais sollicitent l'aide de la République d'Iran pour s'opposer aux forces israéliennes. L’Iran envoie alors au Liban 1500 Pasdaran, pour constituer une milice ; il fournit les armes, encadre la formation militaire et une initiation à la théorie de Rouhollah Khomeini appelée le velayat-e faqih (gouvernement du docte) en persan. Hezbollah, dont le nom signifie « Parti d'Allah » en arabe.
A la fin de la guerre du Liban (1975-1990) toutes les milices sont désarmées, à l'exception du Hezbollah, qui allègue l'occupation toujours en cours du Liban sud et la nécessité de résister contre la présence militaire israélienne.

### Retrait de l'armée israélienne du Liban (2000)
En 2000, Israël se retire intégralement du territoire libanais sous l'impulsion du gouvernement d'Ehud Barak. L'occupation du Liban qui causait la mort de vingt-cinq soldats israéliens par an en moyenne était impopulaire en Israël. Ce retrait contribue à grandir le prestige du Hezbollah et à accréditer l'idée de la nécessité d'une résistance armée.
Le Hezbollah affirme que malgré ce retrait israélien, il ne désarmera pas (comme l'y obligent les accords de Taef de 1989, qui prévoyaient un désarmement général de toutes les milices libanaises) ; il allègue le fait que le sort des fermes de Chebaa, à la frontière entre le Liban et le plateau du Golan n'est toujours pas réglé, et estime de ce fait le Liban comme toujours occupé par Israël,. Le Secrétaire Général de l'ONU et le Conseil de Sécurité de l'ONU considèrent que Israël a respecté les résolutions demandant son retrait intégral du Liban,. Le Liban, dont le gouvernement est sous la tutelle du régime syrien de Bachar al-Assad, déclare alors que l'ONU a tort, qu'il est toujours occupé par Israël.

### Années 2000: hostilités entre Israël et le Hezbollah
Depuis 2000, la branche militaire du Hezbollah a établi des bases d'opérations à travers le Liban et envoie à plusieurs reprises des missiles sur les villes israéliennes en réponse - selon lui - aux violations répétées de l'intégrité du territoire libanais par l'armée israélienne[réf. nécessaire].
Entre 2000 et 2006, l'armée israélienne a effectué des milliers de violations du territoire libanais par des incursions terrestres, maritimes et aériennes, (missions de reconnaissances et survol par des drones)[réf. nécessaire].
En 2004, la Résolution 1559 est promulguée par les grandes puissances du Conseil de Sécurité de l'ONU. Elle exige le désarmement du Hezbollah par l'État libanais. Le Liban s'est refusé à la faire respecter, prétextant que le Hezbollah n'était pas une milice mais un simple mouvement de résistance à une occupation étrangère.
Lors d'une attaque sur les fermes de Chebaa en octobre 2000, le Hezbollah a fait prisonniers trois soldats de Tsahal, qui ont été tués soit pendant l'opération soit par ses conséquences directes[réf. nécessaire]. Le Hezbollah a cherché à obtenir la libération de 14 prisonniers libanais en échange, ainsi que des prisonniers palestiniens. L'échange de prisonniers eut lieu le 29 janvier ; ont été échangés : 30 prisonniers libanais et arabes, les corps de 60 militants et civils libanais, 420 prisonniers palestiniens, et des cartes montrant des mines israéliennes au Liban Sud, contre un homme d'affaires et colonel de l'armée de réserve israélien enlevé en 2001, et les corps des trois soldats évoqués précédemment. Trois Libanais sont toujours retenus dans les prisons israéliennes (parmi eux Samir Kuntar, emprisonné en Israël depuis une attaque sur Nahariya en 1979, pendant laquelle il pénétra dans un appartement et assassina un officier de police israélien et trois membres de sa famille. D'autres sources citent que les membres de cette famille ont succombé aux tirs de la police israélienne.
En 2005, Israël est frappé par des tirs de roquettes venant du Liban. La même année, Israël envisage une nouvelle offensive au Sud-Liban où le Hezbollah s'équipe militairement et inquiète le gouvernement d'Ariel Sharon. En mai-juin 2005, le Hezbollah est intégré au « gouvernement d'union nationale » au Liban.
À la fin de l'année 2005, après l'assassinat de Rafiq Hariri, les troupes syriennes, sous la pression internationale, se retirent du Liban.

## Déroulement du conflit

### Causes du conflit
Après le retrait de l'armée israélienne du sud Liban, le Hezbollah, invoquant le contrôle israélien continu de la région des fermes de Chebaa et l’internement de prisonniers libanais en Israël, le Hezbollah a intensifié ses attaques transfrontalières et a utilisé la tactique consistant à capturer des soldats israéliens comme moyen de pression pour échanger des prisonniers en 2004.
Si au moment de la guerre de 2006, le meurtre de 8 soldats israélien et l'enlèvement de plusieurs autres a été présenté comme la cause du conflit, par la suite en août 2006, dans un article du New Yorker, Seymour Hersh affirme que des communications entre le gouvernement israélien et le gouvernement américain à ce sujet ont eu lieu deux mois avant ces événements qui ont marqué le début le conflit de juillet 2006.
Selon Conal Urquhart dans The Guardian , la commission d'enquête israélienne Winograd a divulgué un témoignage du Premier ministre israélien Ehud Olmert suggérant qu'Olmert « se préparait à une telle guerre depuis au moins quatre mois avant le casus belli officiel : la capture par le Hezbollah de deux soldats israéliens à un poste frontière le 12 juillet 2006. ».
Le 12 juillet 2006, Israël est frappé par plusieurs tirs de roquettes et un commando du Hezbollah s'infiltre dans le pays. Huit soldats israéliens sont tués et plusieurs autres sont kidnappés. Cette attaque à travers la ligne bleue a été condamnée par le Secrétaire Général de l'ONU,.
Une polémique oppose le gouvernement israélien pour lequel les soldats ont été « enlevés » en territoire israélien, aux autorités libanaises selon lesquelles les soldats de Tsahal ont poursuivi les commandos du Hezbollah en territoire libanais jusqu'à Ayta ash-Shab, où ils sont tombés dans une embuscade,.
Le Hezbollah propose un échange de prisonniers, lequel est refusé par les autorités israéliennes. Ces dernières tiennent le Liban pour responsable et décident de lui faire la guerre, considérant que le Hezbollah a plusieurs ministres dans le gouvernement du Liban et qu'une attaque meurtrière sur son territoire revendiquée par un parti de gouvernement est une attaque d’État. De son côté, le Premier Ministre libanais Fouad Siniora déclare :

« Le gouvernement n'était pas au courant, ne prend pas la responsabilité et ne soutient pas ce qui s'est passé à la frontière internationale. »

Le général Dan Haloutz, chef d’état-major de Tsahal, promet de « renvoyer le Liban cinquante ans en arrière ». Le Premier ministre israélien, Ehoud Olmert, affirme quant à lui que « le Liban est responsable [de l’enlèvement] et paiera les conséquences de ses actes ».

### Offensives d'Israël

#### Objectifs de l'opération militaire
Selon le gouvernement israélien, les opérations militaires ont trois objectifs : récupérer les soldats enlevés par le Hezbollah, stopper le tir de roquettes sur les villes israéliennes, contraindre le gouvernement libanais à appliquer la résolution de l'ONU, à savoir désarmer les milices et se déployer le long de sa frontière nord.
Au nom d'un principe « d'isolement du théâtre des opérations », un blocus des ports et aéroports, la déconnexion de la route Damas-Beyrouth, le bombardement des ponts et l’attaque des réservoirs d’essence sont décidés par l'état-major de Tsahal, selon lui pour empêcher le passage des soldats capturés vers le Nord du Liban ou l'Iran, la fuite des hommes armés du Hezbollah vers le Nord, l'envoi, au contraire, de réservistes et de renforts vers le Sud et l'approvisionnement de la logistique du Hezbollah. Mais cela a entraîné l'isolement du Liban de son voisin syrien, ce qui a empêché les touristes arabes et les déplacés libanais de quitter le pays. L'acheminement de la nourriture, des médicaments et des aides humanitaires est rendu plus difficile, ce qui a fait plonger certaines régions du pays dans une crise humanitaire. Le secrétaire général du Hezbollah, Hassan Nasrallah est devenu « l'ennemi numéro un » d'Israël qui l'a placé en priorité sur la liste des « éliminations sélectives ». L'aviation israélienne posséderait plusieurs bombes BLU-109 anti-bunker et cherche à localiser les abris des cadres du Hezbollah.
Selon Jane’s Defence Weekly, journal britannique spécialisé dans les questions de défense, le Hezbollah détenait, avant la crise, de 10 000 à 15 000 roquettes et une cinquantaine de missiles sol-sol inspirés du Frog-5 soviétique, un chiffre en conformité avec les déclarations du chef du Hezbollah, en mai 2005, qui affirmait que son mouvement était en possession de 12 000 Katioucha. Après une semaine de frappes, l'état-major israélien a déclaré avoir détruit la moitié de cet arsenal, information démentie par cette organisation.
Selon le gouvernement libanais, ces mesures sont au contraire des « punitions collectives immorales » vis-à-vis du peuple libanais.
Le Liban subit dès le premier jour de l'offensive israélienne quarante raids aériens. Les ponts, routes, aéroports, sites portuaires, usines et centrales électriques, dépôts de carburant sont pris pour cible. Des centaines d’infrastructures sont détruites.

#### Lettre écrite par Israël pour avertir la population libanaise
- Traduction du tract lancé pour avertir des bombardements :

« À la suite des actions terroristes du Hezbollah, qui portent atteinte à la prospérité du Liban, l'armée israélienne agira au Liban pour toute la durée nécessaire afin de protéger le peuple israélien. Pour votre sécurité et afin d'éviter toute atteinte aux personnes civiles qui ne sont pas impliquées avec le Hezbollah, évitez de vous trouver dans des endroits en relation avec le Hezbollah. Il faut que vous sachiez que la continuation des actions terroristes contre Israël est une épée à double tranchant pour vous et pour le Liban. Signé Israël. »

- Israël a envoyé des appels téléphoniques au Liban prévenant de ne pas soutenir et de ne pas collaborer avec le Hezbollah.
- Selon le gouvernement israélien, d'autres tracts sont lancés indiquant à la population du sud du Liban de quitter les zones de combats[48].
- Israël a lancé des tracts de caricature montrant le président syrien, Bachar el-Assad, partageant le Liban avec son homologue iranien Mahmoud Ahmadinejad, tous deux jouant de la flûte hypnotisant un serpent dans lequel le chef du Hezbollah était personnifié.
- Au total, ce sont des dizaines de milliers de tracts qui ont inondé le Liban afin de prévenir sa population des dangers qui l'attendaient, ou d'après le Hezbollah de faire peur à la population, et pour leur imputer la responsabilité des bombardements israéliens.
- Piratages d'émissions de radio, ou encore de la télévision du Hezbollah, al Manar, avec des messages en arabe incitant les populations chiites à ne pas soutenir les combattants locaux.

#### Attaques israéliennes au Liban

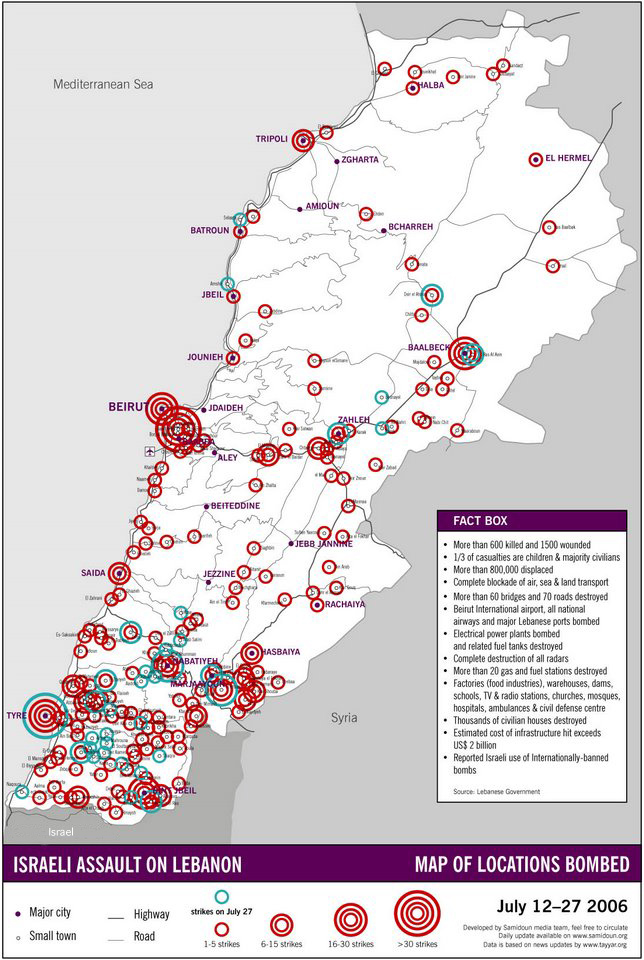
Carte du Sanayeh Relief Center (Beyrouth, Liban) indiquant les attaques israéliennes au Liban du 12 au 27 juillet.

- Le 12 juillet 2006 : l'armée israélienne attaque de nombreuses cibles dans tout le pays, dans une opération affichée pour récupérer les soldats israéliens faits prisonniers par les militants du Hezbollah à proximité du village israélien de Zar'it selon Israël. La police libanaise affirme que les soldats s'étaient introduits sur le territoire libanais. L'aviation israélienne bombarde routes, ponts et l'aéroport de Beyrouth. Le bilan de la journée est de 40 morts civils[49]. La réponse d'Israël est jugée « disproportionnée » par l'ONU mais soutenue par les États-Unis qui estiment comme la Grande-Bretagne qu'Israël a le « droit à l'autodéfense ».
- Le 13 juillet : l'incursion se prolonge et touche la capitale libanaise, Beyrouth. Les avions israéliens bombardent l'aéroport international Rafic-Hariri, entraînant sa fermeture et la déviation des vols. Tsahal produit aussi des dommages à la station de la télévision du Hezbollah, Al-Manar, et des destructions à la base aérienne de Rayak dans la vallée de Bekaa à l'est du Liban[50]. Les postes frontières entre la Syrie et le Liban sont également bombardés ainsi que de nombreux ponts.
- Le 14 juillet : plus de 50 civils ont été tués. Israël a lâché des missiles sur la banlieue de Beyrouth, à Dahieh Janoubyé (banlieue sud), une forteresse du Hezbollah. La première grande riposte du Hezbollah intervient, avec la frappe d'un missile antinavire sur une corvette de la classe Sa'ar V de la marine israélienne située en eaux libanaises tuant quatre marins[51]. Des feux d'artifice s'élevèrent dans Beyrouth. Le groupe musulman chiite a également essayé d'abattre les avions avec des missiles. L'aviation israélienne bombarde la centrale électrique de Jiyé provoquant la « plus grande catastrophe écologique en Méditerranée », selon Yacoub Sarraf[52].
- Le 17 juillet : la banlieue Sud de Beyrouth a reçu la majorité des frappes. Les infrastructures du port de Jounieh et de Jbeil, tous deux en zone chrétienne, ont été sévèrement touchées.
- Le 18 juillet : 11 (au moins) soldats de l'armée libanaise ont perdu la vie dans des raids sur leurs casernes. L'attaque à deux reprises de la base du régiment autonomes de travaux de l'armée près de Baabda fut la plus meurtrière : Alors que les secouristes et les pompiers furent dépêchés sur place après un premier raid, l'aviation israélienne effectua un second raid causant un nombre important de victimes parmi les secouristes et les soldats de l'armée. L'armée israélienne intensifie ses tirs sur les camions depuis qu'elle a annoncé la veille avoir frappé un poids lourd qui selon ses sources transportait un missile du Hezbollah au sud de Beyrouth. Des dégâts collatéraux touchent des convois d'ambulances.

- Le 19 juillet : l'aviation israélienne bombarde un orphelinat dans un village du sud de Liban et plusieurs camions dans le quartier chrétien de Achrafieh (Beyrouth), bastion de l'opposition à Hezbollah. Le Hezbollah tue 2 soldats israéliens en territoire libanais. Quelques heures plus tard, les forces israéliennes contrent une tentative d'infiltration en territoire israélien à Metoula.
- Le 20 juillet : l'armée israélienne lance 23 tonnes de bombes dans le sud de Beyrouth, sur un bunker du Hezbollah selon Tsahal, sur une mosquée en construction d'après le Hezbollah[53].
- Le 21 juillet : 74 civils libanais auraient été tués à Tyr à la suite des bombardements israéliens : manifestations dans les pays arabes et certains pays européens.
- Le 22 juillet : l'armée israélienne dit avoir bombardé plus de 150 sites au Liban, en particulier les antennes de la radio-télévision nationale.
- Le 23 juillet : Tsahal a pris le contrôle de Maroun al-Ras, localité d'importance stratégique à la frontière avec Israël, après de violents combats avec les miliciens du Hezbollah. Au total, Tsahal dit avoir attaqué près de 270 objectifs au Liban au cours des dernières vingt-quatre heures. Parmi les cibles visées, 35 voitures transportant des armes, 21 rampes de lancement, plus d'une cinquantaine de maisons abritant des activités militaires ainsi que des installations permettant au Hezbollah de communiquer avec ses hommes et des ponts et des axes routiers.
- Le 23 juillet : deux ambulances de la Croix-Rouge sont touchées par des missiles israéliens, faisant neuf blessés dont six membres de la Croix-Rouge[54].
- Le 24 juillet : un AH-64 Apache s'est écrasé au nord d'Israël faisant 2 morts. Radio Israël avait d'abord rapporté que l'appareil avait percuté un câble électrique alors qu'il se dirigeait vers le Liban, alors que Hezbollah revendique la destruction de celui-ci. Par la suite, un porte-parole militaire israélien n'a pas exclu que l'appareil ait été abattu par des activistes du Hezbollah libanais. C'est le 3e hélicoptère de ce type accidenté après la collision en vol de 2 autres hélicoptères, auxquels il faut rajouter un chasseur F-16 endommagé au décollage à la suite d'une crevaison.
- Le 25 juillet : Tsahal dit avoir pris difficilement le contrôle de la commune de Bint-Jbeil, considérée comme étant le QG du Hezbollah dans ce secteur du Sud-Liban mais cette information s’avérera finalement fausse. Une embuscade a provoqué la mort de 9 soldats israéliens. D'autre part, un poste de la ONUST a été touché lors d'un bombardement à Khiam, causant la mort de quatre casques bleus observateurs (un Autrichien, un Canadien, un Chinois et un Finlandais).
- Le 27 juillet, quatre officiers de l'ONU en poste à la frontière sont tués lors d'un bombardement de l'armée israélienne. Selon l'ONU, les casques bleus avaient demandé à dix reprises, sur une période de six heures, à l'armée israélienne de ne pas attaquer leur avant-poste[55]. L'ONU demande une enquête[56] sur cet événement, Israël refuse[57].
- Le 29 juillet : l'armée israélienne se retire de Bint-Jbeil, sans avoir pris la ville. Ce retrait est présenté comme une lourde défaite par le Hezbollah. Tsahal déclare avoir tué une trentaine d'activistes de l'organisation chiite. Les bombardements israéliens se poursuivent, provoquant une marée noire sur les côtes libanaises.
- Le 30 juillet : un bombardement israélien sur un immeuble de 3 étages qui, d'après l'armée israélienne, était une base de lancement de missiles katioucha provoque la mort de 28 personnes. On compte 16 enfants parmi les victimes (selon les secouristes libanais).

- Le 1er août : L'armée israélienne affirme avoir tué le 30 juillet Jihad Atya, un responsable du Hezbollah chargé de la logistique et responsable de l'enlèvement et de l'exécution de 3 soldats israéliens en 2000[réf. nécessaire].
- Dans la nuit du 1er au 2 août, un commando israélien est héliporté à Baalbek, dans la plaine de la Bekaa, et pénètre dans un hôpital que les services israéliens ont identifié comme un lieu tenu par le Hezbollah[58]. 5 otages (des civils) auraient été ramenés par le commando, dont trois qui se nommeraient Nasrallah dont un qui serait Hassan Nasrallah (un homonyme du leader du Hezbollah). Le Hezbollah qualifie cette opération de « fiasco »[59].
- Le 4 août : L'armée israélienne reprend les bombardements sur Beyrouth dans la nuit et détruit 4 ponts au nord de la capitale, tuant des civils[réf. nécessaire]. Un raid de l'aviation israélienne sur des ouvriers agricoles syriens qui chargeaient des légumes dans un camion frigorifique dans la localité de Qaa près de la frontière libano-syrienne, a fait 33 victimes[60].
- Le 6 août : Plus de 4 000 obus s'abattent sur le Liban lors de 250 raids aériens de l'aviation israélienne[61].
Une quarantaine de roquettes tirées par le Hezbollah occasionnent trois morts en Israël[réf. nécessaire].
Les États-Unis et la France tombent d'accord sur un projet de résolution à présenter à l'ONU sur un éventuel cessez-le-feu[réf. nécessaire].
Environ 10 000 soldats israéliens sont déployés pour instaurer une zone de sécurité de 6 à 8 km au nord de la frontière israélienne et neutraliser les secteurs à partir desquels le Hezbollah continue de tirer des roquettes. Deux d'entre elles se sont abattues sur Hadera, à environ 40 km de Tel-Aviv, la localité la plus éloignée jamais atteinte par des tirs à partir du Liban[62].
- Le 9 août : Israël décrète un couvre-feu sur les localités libanaises situées au sud du fleuve Litani et menace de bombarder tout véhicule jugé « suspect » circulant dans ce secteur.
- Le 10 août : le Cabinet de Sécurité israélien annonce qu'il triplera les effectifs de soldats déployés pour les opérations terrestres, les faisant ainsi passer à 30 000 hommes[63].
- Le 10 août : La bataille de Marjayoun suscite une polémique au Liban à la suite de l'accueil fait par les forces libanaises aux militaires Israéliens.
- Le 11 août : Le Hezbollah déclare avoir détruit un navire de guerre israélien au large de Tyr[64].
- Le 11 août : Le quartier chiite de Beyrouth durement frappé lors de plusieurs raids aériens[65].
- Le 11 août : Un convoi de 3 000 déplacés civils et militaires libanais fuyant Marjayoun subit une attaque aérienne israélienne à 30 km au nord-est d'Hasbaya[66]. Au moins 6 morts et 16 blessés
- Selon l'armée israélienne, le commandant des « Forces spéciales » du Hezbollah, responsable de l'enlèvement des 2 soldats israéliens a été tué dans un bombardement qui a détruit 11 bâtiments de plusieurs étages, vides de population civile, dans le faubourg sud de Beyrouth quelques heures avant le cessez-le-feu.[réf. nécessaire]
- Lors des opérations terrestres, le Jerusalem Post annonce que sur les quelque 400 chars de combat de Tsahal déployés au Sud, 40 ont été endommagés, le blindage de 20 effectivement pénétré et 30 membres d’équipage tués[67].
- Lors du conflit, Tsahal a tiré 19 400 bombes, 2 200 missiles et 123 000 obus d'artillerie[68].
- L'armée de l'air israélienne aurait effectué 17 550 sorties en 34 jours à comparer avec les 11 500 sorties de la guerre de Kippour en octobre 1973. Cela représente une moyenne de 520 sorties par jour. Les hélicoptères firent 2 500 sorties[69].

### Offensives du Hezbollah
Le Hezbollah a tiré à peu près 4 000 roquettes en Israël en 4 semaines de conflit soit autant d'obus abattus sur le Liban le 6 août. Ces tirs sur des villes israéliennes n'ont débuté qu'après l'attaque des installations civiles libanaises dont les pistes de l'aéroport le 13 juillet[réf. nécessaire].

#### Bombardements du Nord d'Israël

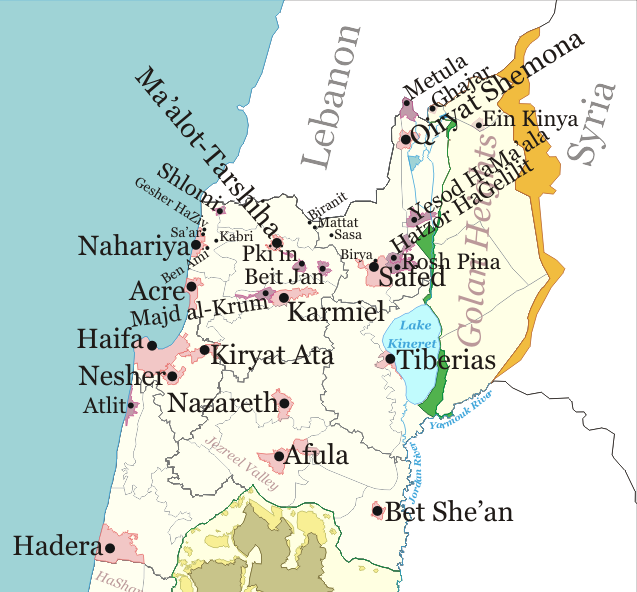
Carte indiquant certaines des villes israéliennes qui ont subi des tirs de missiles du Hezbollah depuis le début du conflit.

- Entre le 12 et le 16 juillet 2006, le Hezbollah avait tiré près de 750 roquettes et plusieurs missiles et environ 600 obus de mortiers faisant 15 morts (dont 8 cheminots à Haïfa) et plus de 500 blessés. En plus des katioucha habituellement utilisés, le Hezbollah a employé des missiles Fajr 3 d'une portée de 45 km et serait en possession de Fajr 5 (75 km) et Zelzal (150-200 km) fabriqués et fournis par l'Iran[70].
- Le 14 juillet, au large de Beyrouth, alors qu'il participait à un blocus naval et qu'il se trouvait dans les eaux territoriales libanaises, le navire israélien Hanit de la Classe Sa'ar V a été endommagé par un missile C 802, de fabrication chinoise livré par l'Iran selon l'armée israélienne, tiré par le Hezbollah : au moins 4 marins ont été tués. Le navire israélien réussit à rejoindre le port d'Haïfa sans assistance. Selon l'armée israélienne, le missile était guidé par radar[71]. Un cargo avec équipage égyptien est coulé en même temps par un deuxième missile tiré différemment, faisant 12 morts[réf. nécessaire].
 Toutes les communes le long de la frontière ont été visées et des roquettes sont tombées sur plusieurs grandes villes à l'intérieur du pays. Les arabes en Israël n'ayant pas d'abris ni d'alerte aux missiles certains se rapprochent de leurs voisins juifs. La destruction du navire israélien a été la première « surprise » de Hassan Nasrallah, secrétaire général du Hezbollah, qui annonce lui-même à la télévision Al-Manar la destruction du navire : « Les surprises que je vous avais promises vont commencer dès maintenant. En ce moment, en mer, au large de Beyrouth, le navire de guerre israélien qui a attaqué nos infrastructures, frappé les maisons de notre peuple, nos civils, vous le voyez brûler. Il coulera et avec lui des dizaines de soldats sionistes israéliens. » En ce qui concerne le nord d'Israël, il dit : « Nos enfants ne seront pas les seuls à être tués. Notre peuple ne sera pas le seul à être déplacé. Ces jours-là sont terminés. C'était ainsi avant 1982 et avant 2000. Ces temps sont révolus. Je vous promets que cette époque est terminée. » 
 Un membre de l'équipage du cargo égyptien aurait raconté sur la chaîne quatariote Al Jazeera qu'un navire israélien avait tiré sur le cargo, pour masquer le fait que le navire israélien ait coulé.
- Le 19 juillet, à la suite de la chute d'une roquette sur une maison à Nazareth, trois personnes dont deux enfants arabes israéliens ont été tuées et huit personnes blessées.
 Se concentrent à Haïfa, notamment, les raffineries pétrolières et l'industrie chimique du pays.
- Mi-juillet, plusieurs sources militaires précisent qu'Israël prépare une offensive terrestre.
- Mercredi 21 juillet, le président de la république libanaise Émile Lahoud déclare qu'en cas d'invasion terrestre, l'armée libanaise combattra les forces d'Israël[72]. Le secrétaire général du Hezbollah, Hassan Nasrallah, affirme quant à lui que ce serait « un désastre pour l'armée israélienne ». Également le 21 juillet, le site internet du quotidien israélien Yedioth Aharonoth indique que trois ou quatre divisions pourraient être massées à la frontière avec le Liban.
- Le 22 juillet, l'armée israélienne affirme tenir depuis plusieurs jours deux positions en territoire libanais, l'une à Maroun al-Ras, dans le secteur central de la frontière qui à 900 m d'altitude domine les alentours, et l'autre à Marwahin, dans la partie occidentale. On ignore s'il s'agit d'opérations ponctuelles ou de points d'ancrage destinés à rayonner dans le secteur. Plusieurs divisions de réservistes sont massées à la frontière.
- Le 23 juillet, on compte 1 600 roquettes tirées sur le territoire israélien.
- Samedi 29 juillet, le cheikh Hassan Nasrallah menace : « le bombardement d'Afoula n'était qu'un début. De nombreuses villes seront attaquées si l'agression barbare se poursuit contre nous ».
 Le ministre israélien de la Défense Amir Peretz constate que « peu d'armées au monde possèdent autant de missiles que le Hezbollah ».
- le 31 juillet, un patrouilleur israélien Sa'ar 4 aurait été atteint au large de Tyr par un missile inconnu du Hezbollah, bien que l'armée israélienne ait démenti l'information[réf. nécessaire].
- Le 1er août, L'armée israélienne constate qu'après avoir été visé par plus de 2 000 tirs du Hezbollah en une vingtaine de jours (100 tirs par jour en moyenne), l'intensité des attaques de la milice libanaise contre le territoire israélien faiblit depuis quelques jours[73].
- Le 2 août, la journée est marquée par le tir d'environ 200 roquettes, soit le plus grand nombre de roquettes lancées par le Hezbollah sur le territoire israélien en une journée, après une interview de Ehud Olmert dans laquelle il dit que toute l'infrastructure du Hezbollah a été entièrement détruite[74]. Certains médias parlent de « pluie de roquettes »[75],[76]. Les villes de Tibériade et Haïfa, ainsi que le doigt de Galilée, sont particulièrement visés et des tirs atteignent Beït Shéan et le nord de la Cisjordanie.
- Le 3 août, le Hezbollah envoie plus de 200 roquettes sur le nord d'Israël ainsi que sur le plateau syrien du Golan, sous occupation israélienne, faisant huit morts et plusieurs blessés[77]. Cette journée est la plus meurtrière pour Israël. Hassan Nasrallah menace de frapper Tel-Aviv si Israël frappe Beyrouth[78].
- Le 4 août, des roquettes du type Khaïbar 1 tirées par le Hezbollah atteignent pour la première fois la ville de Hadera située à 75 km de la frontière libano-israélienne et à environ 40 km de Tel Aviv.
- Le 6 août, un immeuble touché à Haïfa s'effondre. Il y a trois morts. La cadence de roquettes tirées sur les localités du Nord d'Israël (voir carte) ne faiblit pas.
- Le 7 août, un drone Mirsad 1 du Hezbollah est abattu par un F-16[79].

Au total, Israël a dénombré plus de 6 000 missiles et roquettes lancés par le Hezbollah, 3 970 ont touché le sol israélien, dont 901 dans des secteurs urbains. Plus de 3 000 missiles (> 50 %) ont atterri dans des secteurs isolés en campagne, et plus de 2 000 (> 30 %) n’ont pas passé la frontière. À noter que malgré les menaces, Tel-Aviv n'a pas été touché.
Une trentaine d'écoles et 144 classes ont été touchées dans le nord du pays par les tirs de Katioucha. Les établissements de Kiryat Shmona ont subi le plus de dégâts, avec 45 classes endommagées.

## Suites du conflit

### Initiatives diplomatiques
Le 5 août 2006, les États-Unis et la France s'accordent pour soutenir un projet de résolution au Conseil des Nations unies, permettant un cessez-le-feu permanent et une solution à long terme du conflit. Ce projet soutient la mise en œuvre de la résolution 1559 et des accords de Taëf et appelle à l'arrêt de toute attaque de la part du Hezbollah et de toutes les opérations militaires offensives d'Israël. Il insiste sur la souveraineté d'Israël et du Liban et le respect de leurs frontières y compris dans les fermes de Chebaa. La zone comprise entre le fleuve Litani et la ligne bleue doit devenir une zone démilitarisée où seules pourront se déployer l'armée libanaise et une force internationale empêchant toute reprise des hostilités. Un embargo sur les armes à destination du Liban (exception de celles autorisées par le gouvernement) est également demandé par ce projet de résolution.
Le Liban rejette cette résolution car elle ne prévoit pas le retrait de l'armée israélienne de son territoire. Le gouvernement libanais s'est déclaré prêt à déployer 15 000 soldats au Liban sud immédiatement après le retrait des forces israéliennes. Pour tenter d'obtenir une modification du projet franco-américain, une délégation de la Ligue arabe est partie lundi pour New York afin d'en débattre mardi avec le conseil de sécurité des Nations unies. Elle est conduite par le secrétaire général de la Ligue, qui est accompagné des chefs de la diplomatie du Qatar et des Émirats arabes unis.
Le 11 août, le Conseil de sécurité de l'ONU à l'unanimité de ses quinze membres vote la résolution numéro 1701 de 2006, parrainée par le Danemark, les États-Unis, la France, la Grèce, la Slovaquie, et le Royaume-Uni demandant :
- cessation totale des hostilités ;
- demande au gouvernement libanais et à la Force intérimaire des Nations unies au Liban (Finul) de déployer leurs forces ensemble dans tout le Sud, et demande au gouvernement israélien, alors que ce déploiement commence, de retirer en parallèle toutes ses forces du Liban sud ;
- autorise un accroissement des effectifs de la Finul à 15 000 hommes ;
- souligne qu'il importe que le Gouvernement libanais étende son autorité à l'ensemble du territoire libanais, afin d'y exercer intégralement sa souveraineté, de sorte qu'aucune arme ne s'y trouve sans le consentement du Gouvernement libanais et qu'aucune autorité ne s'y exerce autre que celle du Gouvernement libanais ;
- application intégrale des dispositions pertinentes des Accords de Taëf et des résolutions 1559 (2004) et 1680 (2006) qui exigent le désarmement de tous les groupes armés au Liban ;
- exclusion de toute force étrangère au Liban sans le consentement du Gouvernement libanais ;
- exclusion de toute vente ou fourniture d'armes et de matériels connexes au Liban, sauf celles autorisées par le Gouvernement libanais.

### Réactions diverses
- Le 6 août 2006, une plainte pour crime de guerre avec demande de mandat d'arrêt international est déposée par 3 juifs marocains contre le ministre de la défense israélien Amir Peretz, celui-ci étant de nationalité marocaine[83].
- Le 3 septembre 2006, un sondage effectué en Israël par l'Institut Ben Gourion montre que les Israéliens croient plus Nasrallah que Peretz, considéré comme moins crédible[84].

### Ruptures du cessez-le-feu de la résolution 1701
- Le 19 août : Israël mène sa première attaque depuis le 14 août. À l'aube une opération héliportée a été menée contre le Hezbollah près de Baalbeck, dans l'est du Liban, appuyée par des bombardements. L'opération commando a été déclenchée afin d’« empêcher des livraisons d'armes au Hezbollah de l'Iran et de la Syrie ». L'armée israélienne a affirmé que les objectifs de l'opération ont été entièrement atteints malgré la perte d'un tué et 2 blessés israéliens, on annonce la mort de 3 combattants du Hezbollah et la capture de deux autres, tandis qu'un porte-parole militaire libanais annonce que cette opération a été repoussée par la milice chiite. Pour Israël il ne s'agit pas d'une violation de la trêve car ils considèrent que la résolution 1701 leur donne le droit de se défendre contre le réarmement du Hezbollah[85],[86].
- Le 21 août : Israël tue deux Libanais du Hezbollah au Sud Liban où ils sont encore logés[87].
- Le 25 août : Israël enlève deux civils libanais à Aitaroun[88].
- Le 9 septembre : Israël enlève six civils libanais dont quatre à Aita al-Shaab qui furent libérés le jour d'après[89],[90].

## Fin du conflit
Les violences se sont arrêtées au Liban le lundi 14 août 2006 avec l'application d'une partie des mesures de la résolution 1701 (2006) de l'ONU. Tsahal déplore la perte de 119 soldats et de 43 civils. 231 soldats ont été blessés. Le Hezbollah aurait perdu entre 250 et 600 miliciens,,. En outre, près de 1 500 civils libanais ont été tués.

### Fin des hostilités des deux côtés
Les hostilités se sont arrêtées tant du côté libanais qu'israélien, le cessez-le-feu reste globalement respecté une semaine après son entrée en vigueur malgré quelques accrochages.

### Retour de l'armée libanaise dans le Sud Liban
Le 16 août, l'armée libanaise a commencé à franchir le fleuve Litani, le Hezbollah déclare désirer son retour et que les armes « trouvées » leur seront remises.

### La population du Sud Liban rentre massivement sur place
Des embouteillages se créent sur toutes les routes du Liban menant au Sud, dus aux centaines de milliers de personnes en exode.
Le Hezbollah, aidé de l'armée libanaise et de la population, a dégagé les survivants des gravats et a commencé la reconstruction dès le début du cessez-le-feu.

### Bombe à sous-munitions israéliennes retrouvées au Liban
Au moins 8 personnes ont été tuées et 25 autres blessées dans la semaine qui suit la fin du conflit, par des bombes à sous-munitions n'ayant pas explosé durant les largages. Ces bombes sont réparties sur 170 sites du Sud Liban d'après l'ONU. Une trentaine de nouveaux sites sont découverts chaque jour. Un millier a déjà été désamorcé en une semaine, mais il faudra au moins 12 mois pour toutes les désamorcer. Les membres du Hezbollah, s'activent également à les enfermer dans des boîtes afin d'éviter les accidents.

### Retrait de l'armée israélienne
L'armée israélienne a d'abord annoncé ne rester au Liban qu’une semaine à dix jours, le temps que l'armée libanaise s'installe dans le sud. Puis un de ses hauts gradés a prétendu qu'elle pourrait demeurer sur ses positions pendant un mois. Dans les faits, Tsahal se retire progressivement de ses positions au sud du fleuve Litani pendant le mois d'août 2006, après la trêve.

### Violation du cessez-le-feu
Le 19 août, Le Liban accuse Israël d'avoir violé le cessez-le-feu imposé par la communauté internationale, après une attaque israélienne aéroportée contre un bastion du Hezbollah dans la vallée de la Bekaa, au centre du sud Liban. D'après le Hezbollah, au moins sept soldats israéliens ont été tués. Deux jeeps sont arrivées à un barrage du Hezbollah. Les membres du Hezbollah se rendent compte de l'accent des soldats de Tsahal et ils ouvrent le feu. Les combattants du Hezbollah sont rejoints plus tard par des habitants de la ville de Bourday qui n'ont aucune formation militaire mais qui savent tirer. Des hélicoptères viennent ensuite pour chercher les militaires israéliens.
Le premier ministre libanais a qualifié l'opération de « violation du cessez-le-feu », et menace d'arrêter le déploiement de l'armée libanaise dans le sud du pays si les Nations unies ne réagissent pas.
À l’instar du premier ministre libanais Fouad Siniora, le secrétaire général de l'ONU, Kofi Annan, a qualifié l’opération commando menée par Israël de violation de la cessation des hostilités définie par la résolution 1701 du Conseil de sécurité.
L'armée israélienne affirme que cette opération visait à mettre un terme à des livraisons d'armes au Hezbollah par l'Iran et la Syrie, et annonce qu'elle n'hésitera pas à envoyer des troupes au Liban pour faire cesser ces livraisons. Selon Israël son opération est dans l'esprit de la résolution qui vise à empêcher le réarmement du Hezbollah.

### Livraisons d'équipements
D'après un article paru le 20 juillet sur le site d'information militaire israélien Debka, l'armée turque a intercepté 5 avions de transport iraniens et un syrien qui pourraient transporter des missiles et des roquettes à destination du Hezbollah le 17 août, ces 6 appareils ont été forcés à atterrir sur une base turque. Le quotidien turc Hürriyet qui avait signalé l'interception de deux autres appareils iraniens le 27 juillet et 8 août dit qu'aucun matériel militaire n'a été trouvé sur ces deux vols. Cette information est confirmée par Namik Tan, porte-parole du ministère des Affaires étrangères.
D'après le gouvernement israélien, les forces israéliennes ont découvert le 10 août des équipements d'origine britannique durant leurs opérations dont une paire de lunettes de vision nocturne. Ce type de lunettes a été vendu, entre autres, à l'Iran qui l'utilise pour traquer les trafiquants de drogues en provenance d'Afghanistan.

### Échanges de prisonniers du Hezbollah contre les corps des deux soldats israéliens enlevés
Après plusieurs années de négociation entre le Hezbollah et Israël un échange est effectué le 16 juillet 2008 : les deux cadavres de soldats israéliens dont l'enlèvement avait déclenché le conflit contre 200 cadavres de combattants palestiniens et du Hezbollah et quatre combattants du Hezbollah faits prisonniers et le membre du FLP Samir Kuntar.

## Bilan du conflit

### Pertes humaines
Les pertes militaires sont difficiles à évaluer, chaque camp tentant de les minimiser. Le Hezbollah affirme néanmoins « signaler tous ses martyrs ».

L'infrastructure du Liban est partiellement détruite, ce qui pose d'importants problèmes de ravitaillement à la population, ceci surtout mais pas exclusivement dans les zones où les combats ont été les plus violents, dans le sud du pays, où le Hezbollah est présent et envoie des missiles sur les villes israéliennes.

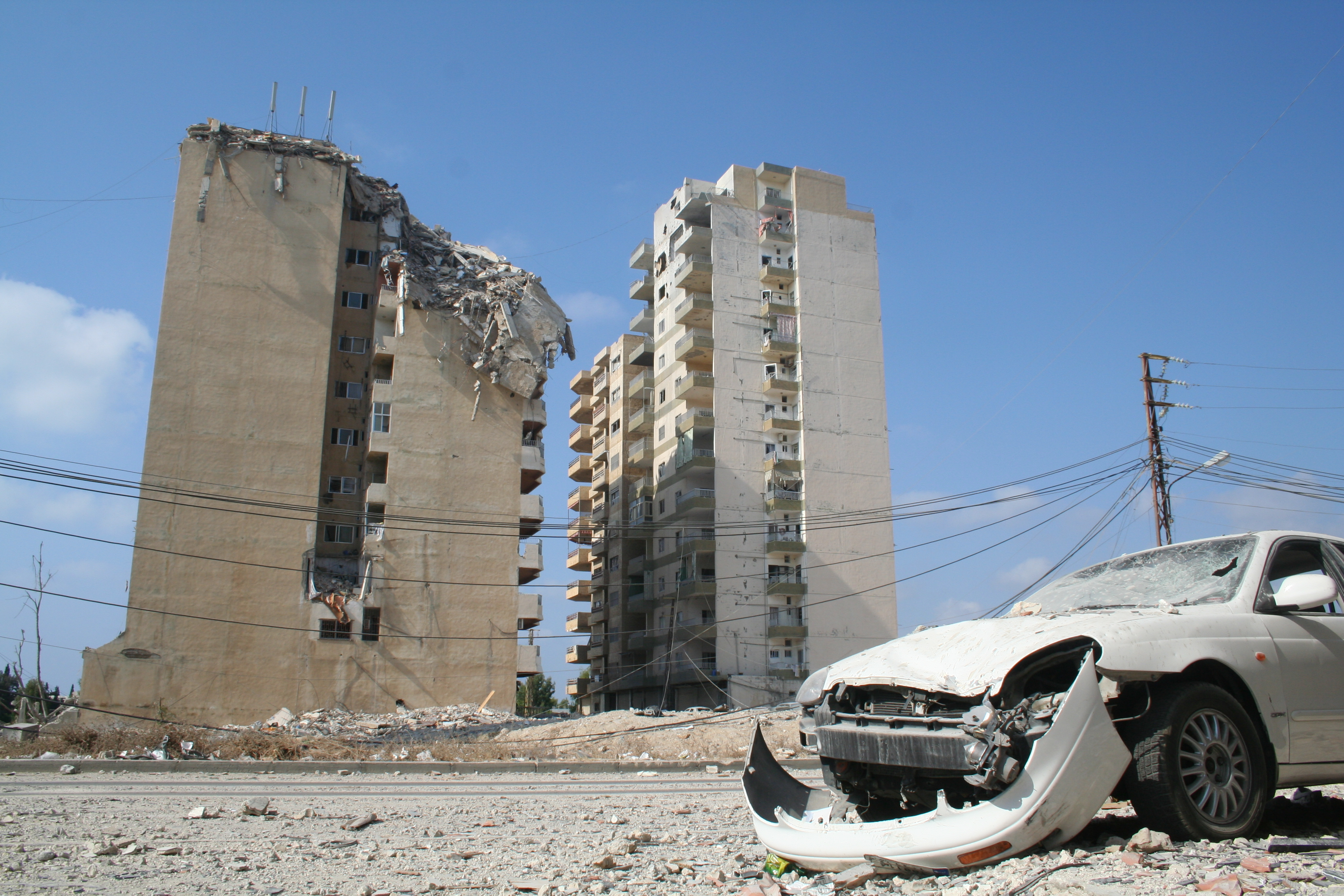
Destructions israéliennes à Tyr, juillet 2006.

Près d'un million de personnes, soit un quart de la population du Liban, ont été déplacées par le conflit. La distribution de biens de premiers secours et de médicaments fonctionne au ralenti et les projets d'hébergement des déplacés restent difficiles à mettre en place. L'exode a été massif au sud. Selon le CICR, près des trois quarts de la population du district de Tyr sont partis. Il ne reste environ que 100 000 civils qui n'ont pas les moyens de quitter leurs terres.
La situation de nombreux blessés dans les hôpitaux libanais est désespérée car ceux-ci manquent de tout pour assurer les soins aux patients. D'après le ministre de la santé du Liban, Mohammed Khalifeh, ainsi que l'OMS, les hôpitaux risquent de devoir fermer par manque d'essence pour alimenter les groupes électrogènes qui assurent leur alimentation en électricité,.
Un officier de l'armée israélienne déclare que le Liban a été bombardé avec 1 800 bombes à sous-munitions contenant plus d'un million de sous-munitions. Des bombes au phosphore (armes conventionnelles prohibées dans certains usages par le protocole III, non signé par Israël, additionnel à la Convention sur certaines armes classiques de l'ONU (1983)) ont également été utilisées durant les dix derniers jours des hostilités. Pour cet officier « ce qu'on a fait est insensé et monstrueux, on a couvert des villes entières avec des bombes à sous-munitions ». Cet usage des armes à sous-munition est également dénoncé par un vice-secrétaire général de l'ONU.
En tout, l'armée israélienne a tiré au Liban des milliers de bombes à sous-munitions, contrairement à un ordre donné par le chef d'état-major, le général Dan Haloutz, affirment les médias israéliens.
Le bilan pourrait donc augmenter après l'« arrêt des hostilités » à cause de l'existence d'environ 285 sites de bombes à fragmentation dans tout le Sud-Liban et le Centre de coordination de l'action contre les mines de l'ONU continue ses recherches. Le Centre rappelle que l'usage des bombes à fragmentation en cas de guerre n'est pas illégal, mais que les conventions de Genève proscrivent leur utilisation sur des zones civiles. D'après l'ONU et des organisations de défense des droits de l'homme, 13 personnes, dont trois enfants, ont été tués depuis le 14 août, tandis que 46 autres ont été blessées.
| Entité        | Pertes civiles | Blessés civils               | Pertes militaires | Blessés militaires  | Remarque              |
| ------------- | -------------- | ---------------------------- | --- | ------------------- | --------------------- |
| Liban         | 1 100 morts    | 4 000 blessés                | 35 morts | 80 blessés          | 1 000 000 de déplacés |
| Israël        | 120 morts      | Plus de 1 600 blessés civils | 118 morts | 254 blessés         | 500 000 déplacés      |
| Hezbollah     |                |                              | 250 selon le Hezbollah. Entre 600 et 800 selon Tsahal. Environ 500 selon les estimations de l'ONU et des estimations officielles Libanaises. |                     |                       |
| Amal          |                |                              | 8 morts confirmés par Amal |                     |                       |
| Syrie         | 17 morts       |                              | |                     | Au Liban              |
| Argentine     | 1 mort         |                              | |                     | En Israël             |
| Australie     |                |                              | 1 mort |                     |                       |
| Autriche      | 1 mort         |                              | |                     |                       |
| Brésil        | 6 morts        |                              | |                     | Au Liban              |
| Canada        | 8 morts        | 6 blessés                    | 1 mort |                     | Au Liban              |
| Allemagne     | 4 morts        |                              | |                     | Au Liban              |
| Inde          | 1 mort         |                              | |                     | Au Liban              |
| Indonésie     | 1 mort         |                              | |                     | Au Liban              |
| Irak          | 1 mort         |                              | |                     | Au Liban              |
| Jordanie      | 1 mort         |                              | |                     | Au Liban              |
| Koweït        | 2 morts        |                              | |                     | Au Liban              |
| Nigeria       | 1 mort         |                              | |                     | Au Liban              |
| Palestine     | 1 mort         |                              | |                     |                       |
| Philippines   | 2 morts        | 6 blessés                    | |                     | Au Liban              |
| Sri Lanka     | 1 mort         |                              | |                     | Au Liban              |
| Ukraine       | 1 mort         |                              | |                     | Au Liban              |
| États-Unis    | 1 mort         |                              | |                     | En Israël             |
| Nations unies | 2 morts        |                              | 4 morts | 8 blessés           |                       |
| Total         | 1 400 morts    | plus de 4 900 blessés        | Au moins 230 morts | plus de 200 blessés |                       |

[réf. nécessaire]

### Catastrophe écologique
Une conséquence écologique s'ajoute aux conséquences humanitaires au Liban : une marée noire en mer Méditerranée, à la suite des bombardements le 14 juillet par l'aviation israélienne des réservoirs de pétrole de la centrale électrique de Jiyé, au sud de Beyrouth ; voir Jiyeh Power Station oil spill (en). De 10 000 à 15 000 tonnes de brut se sont déversées dans la mer, qui serait souillée sur une longueur de 140 km. Le ministre libanais de l'Environnement dit que c'est la première fois qu'une marée noire se produit dans une mer fermée. Les autorités estiment qu'il faudra des mois pour nettoyer les côtes, une fois que la situation le permettra. Le ministre de l'Environnement a signifié qu'en raison du blocus maritime israélien, il est actuellement impossible d'envoyer des équipes en mer pour contenir et récupérer le pétrole. La marée noire a même atteint les côtes syriennes, et certaines sources affirment que cette même marée pourrait atteindre les côtes turques et grecques en raison de la direction du vent. Un nuage toxique de plus de 30 km de long se dégage de l'incendie du dépôt. Cela pourrait également ajouter des dégâts terrestres à la catastrophe écologique,.

### Bilan économique

#### Liban
Les pertes économiques sont évaluées par le gouvernement libanais à 6 milliards de dollars au 13 août 2006 et une dévaluation de la monnaie libanaise est probable. Les ponts, aéroports, ports, routes, transports en commun, usines électriques, stations services, postes d'essence, dépôts de nourriture, etc. sont détruits méthodiquement, bloquant le pays tout entier alors qu'il vient de passer par une phase de reconstruction de plus de 10 ans. Le Liban a aussi perdu sa saison touristique, alors qu'il attendait 2 millions de touristes pour cet été, ceux qui étaient déjà sur place ont été rapatriés pendant les premiers jours du conflit.
Le 10 août, le bilan matériel comprend la destruction d'approximativement 7 000 logements, 900 usines, commerces, fermes et marchés, et exactement 630 kilomètres de routes et 29 infrastructures vitales (aéroport de Beyrouth, ports, réservoirs d'eau, stations d'épuration, centrales électriques) ; ainsi qu'un nombre indéterminé de relais de télévision, radio et téléphonie, de sites religieux, de bases militaires et autres équipements. Les destructions causées par les bombardements représentent six millions de tonnes de débris.
Hassan Nasrallah a proposé l'aide du Hezbollah pour reconstruire les maisons détruites lors d'une interview :

« Ne vous inquiétez pas. Dès [mardi] nous mettrons à votre disposition des indemnités pour reconstruire les habitations détruites ou vous permettre de louer un logement. Nous vous aiderons, nous nous entraiderons, nous n'attendrons pas le gouvernement, qui aura besoin de temps »

— Hassan Nasrallah

#### Israël
Selon le journal israélien Yediot Aharonot, le conflit a coûté 4,4 milliards d'euros.
Cette somme représente 10 % du budget de l'État, et environ la moitié du budget de la défense israélienne. Dans ce chiffre sont comptabilisés, entre autres, le coût des opérations militaires menées par Tsahal (environ 1,8 milliard d'euros), ainsi que celui des dégâts causés par les 3 970 roquettes du Hezbollah tombées sur Israël (1 milliard d'euros) tandis que la Banque d'Israël évalue les pertes subies par l'activité industrielle et touristique à 1,2 milliard d'euros, soit plus de 1 % sur les prévisions du produit intérieur brut pour l'année 2006 dont 178,7 millions d'euros dans le secteur touristique pour les mois à venir.
Le ministre des finances israélien, Avraham Hirchson, a déclaré, mercredi 16 août, qu'allait être constitué un fonds gouvernemental d'aide aux petites entreprises d'Haïfa et du Nord de 134 millions d'euros, destinés à financer des prêts à taux préférentiels.
La production du char Merkava[Lequel ?] a été arrêtée, ses performances jugées inadaptées et non satisfaisantes pendant cette guerre.

## Réactions et perspectives

### Israël

#### Point de vue du gouvernement israélien
Comme le Hezbollah agit à visage découvert au Liban et qu'il siège au gouvernement actuel, Israël tient le gouvernement libanais dans son ensemble comme responsable, aussi prend-il pour cibles des sites stratégiques à travers tout ce pays.
Selon le porte-parole du Ministère des Affaires étrangères en Israël, Mark Regev, le Hezbollah tente actuellement de transférer les soldats israéliens faits prisonniers en Iran. Regev garde confidentielle la source de cette information. Mais un porte-parole des affaires étrangères iraniennes réfute cette accusation, la qualifiant de « simple absurdité ».
Le 14 juillet, le premier ministre israélien Ehud Olmert a affirmé que les interventions d'Israël prendraient fin à trois conditions :
- la complète application de résolution 1559 du Conseil de sécurité des Nations unies prévoyant le désarmement du Hezbollah ;
- la cessation de toutes les attaques à la roquette contre les villes israéliennes à partir du Liban ;
- la restitution des deux soldats faits prisonniers[123].

Le 15 juillet, en réponse à la possibilité d'un ultimatum israélien, un officier des forces armées israéliennes a affirmé : « nous ne sommes pas des malfaiteurs qui tiraillent n'importe où. Il ne serait pas bon d'inciter la Syrie à entrer dans le conflit ».
Le 18 juillet, Moshe Kaplinsky, chef d'état-major adjoint de Tsahal, interrogé par la radio israélienne, a estimé que les opérations engagées au Liban contre le Hezbollah devraient se poursuivre pendant quelques semaines encore, ajoutant qu'Israël avait besoin d'un peu de temps pour atteindre des « objectifs très clairs ». Il n'a pas voulu exclure l'hypothèse d'une offensive terrestre : « À ce stade nous n'estimons pas devoir déployer d'importantes forces terrestres au Liban, mais si nous y sommes contraints, nous le ferons. Nous ne l'excluons pas ».
Le 21 juillet, l'État déclare vouloir se redéployer au Liban Sud jusqu'au fleuve Litani.
Le 30 juillet, Ehud Olmert déclare après le « bombardement de Cana de 2006 » que l'armée israélienne se donne encore une dizaine de jours pour continuer ses opérations au Liban. Le lundi soir 7 août, Ehud Olmert décide un couvre feu sur le Liban au sud du Litani.
Le 29 août, après avoir annoncé que l'opération visait à éradiquer le Hezbollah, Olmert dit que l'opération n'avait pas pour but de détruire le Hezbollah mais d'aider l'armée libanaise à se déployer dans le sud du Liban et d'appliquer la résolution 1559.

### Réactions au Liban

#### Gouvernement libanais
Le gouvernement libanais a annoncé être prêt à envoyer, dès un retrait israélien effectif, 15 000 soldats au Liban sud, une zone actuellement dominée par le Hezbollah. « Le gouvernement affirme qu'il est prêt à déployer 15 000 soldats au Liban sud dès le retrait des forces israéliennes et qu'il fera appel à la FINUL (Force intérimaire des Nations unies au Liban) pour faciliter ce déploiement », a déclaré le ministre libanais de l'Information Ghazi Aridi. « Là où l'armée sera déployée, elle sera la seule force sur le terrain », précise-t-il.
Le Hezbollah a réagi officiellement par son secrétaire général Hassan Nasrallah lors d'une vidéo dans laquelle il affirme son soutien à ce déploiement de l'armée libanaise.
Sur le plan diplomatique, Fouad Siniora a obtenu des pays arabes, en réunion extraordinaire à Beyrouth, un soutien indéfectible pour tenter d'imposer à New York des modifications au projet franco-américain de résolution visant à faire cesser les combats.
Une délégation de la Ligue arabe est ainsi partie à New York pour tenter d'amender le texte franco-américain, notamment sur la question d'un retrait des troupes israéliennes du Liban. Peu avant, Fouad Siniora avait éclaté en sanglots en implorant l'aide des pays arabes pour obtenir « un cessez-le-feu immédiat et inconditionnel », ainsi qu'un retrait de l'armée israélienne et le déploiement des soldats libanais.

##### Point de vue du général Aoun
Pour Michel Aoun, ancien président du gouvernement libanais, qui dit tenter la déconfessionnalisation[réf. nécessaire] et l'unification du pays, les prisonniers fait par le Hezbollah sont des prisonniers de guerre répondant à une agression israélienne[réf. nécessaire]. Israël a aussi des prisonniers libanais. Israël occupe les fermes de Chebaa. Pour lui, la solution au conflit passe par une juxtaposition des droits. « Nous avons des droits sur Israël que nous revendiquons et si Israël a des droits sur nous, nous les lui accorderons en contrepartie. »[réf. nécessaire]
Il dit qu'une force multinationale pour désarmer le Hezbollah transformerait le conflit entre le Hezbollah et Israël en une nouvelle guerre entre les forces multinationales et le Hezbollah. Il ne veut pas d'un désarmement par la force, mais une solution pacifiste.
Il appuie le jugement de tous les responsables de la guerre pour que la vérité et les motifs historiques de la guerre soient élucidés[réf. nécessaire].
Il dit que les armes du Hezbollah sont une conséquence du conflit. « Une fois que les raisons du conflit seront réglées, la raison d’être des armes du Hezbollah disparaîtra automatiquement. […] S’ils ne veulent pas nous rendre nos détenus et notre terre et qu’ils veulent uniquement désarmer le Hezbollah, cela signifie qu’ils ambitionnent d’aller jusqu’au nord du Liban et non seulement d’occuper le sud. […] Ces choses n’auront de fin que si nous arrivons à un règlement basé sur la justice et le droit mutuel. »
Il juge inacceptable[réf. nécessaire] l'attitude de l'AFP qui a modifié ses paroles, déformation reprise par Le Figaro.

##### Point de vue du Hezbollah
Ce même 14 juillet, le dirigeant du Hezbollah Hassan Nasrallah a proclamé, à la suite de l'annonce par Israël du début d'une guerre ouverte contre le Liban, que son mouvement était aussi prêt à une guerre ouverte contre Israël.
Le Hezbollah a fait des réserves de missiles depuis de nombreuses années et est plus armé que l'armée libanaise. Il peut résister longtemps à l'attaque israélienne. Au bout d'une semaine de conflit, il y avait plus de morts dans l'armée israélienne (14) que dans le Hezbollah (9). Lors des batailles son seul armement « lourd » est le mortier.
Dans ce conflit le Hezbollah déclare défendre les Palestiniens des attaques israéliennes.
Le 27 juillet 2006, à la suite de la déclaration de soutien du no 2 d'Al-Qaïda, Ayman al-Zawahiri, le Hezbollah a souligné qu'il n'a jamais entretenu et n'entretiendra jamais de liens avec Al-Qaïda étant donné que sur tous les plans, surtout religieux et idéologique, il se distingue de cette organisation. Le Hezbollah accuse par ailleurs Al-Qaïda de faire « le jeu de l'administration américaine » et ses actions de « porter préjudice à l'Islam ».
Hassan Nasrallah a déclaré le 28 août 2006 à la télévision libanaise sur Newtvsat qu'il n'aurait pas laissé se produire l'évènement considéré déclencheur (accrochage entre le Hezbollah et l'armée israélienne à la frontière aboutissant à la capture de deux soldats israéliens, ni repris ni échangés, et à la mort de huit autres enrôlés de Tsahal) s'il avait su que cela mènerait à une guerre comme celle qui vient de dévaster le Liban.
À compter de 2006, le front israélo-libanais se stabilise et le Hezbollah ne riposte plus aux attaques israéliennes sur le Liban, elles-mêmes de faibles envergure, et concentre ses efforts sur le terrain politique.

#### Presse
Pour la journaliste libanaise Roula Khalaf, directrice du Financial Times :

« Le bloc politique sunnite est furieux contre le Hezbollah, qu'ils accusent d'avoir déclenché cette guerre, mais ils évitent de le critiquer publiquement pour éviter des tensions avec les chiites. »

### Réactions internationales
La grande majorité des réactions internationales face à la crise israélo-libanaise condamne à la fois Israël et le Hezbollah, de nombreuses nations redoutant par ailleurs une extension du conflit avec l'implication de la Syrie et de l'Iran.

#### Points de vue de l'Iran et de la Syrie
Mahmoud Ahmadinejad, président iranien, a promis à Israël une « rétorsion immédiate » de sa part en cas d'attaque contre la Syrie.
Toujours ce 14 juillet, le parti au pouvoir en Syrie, le Baath, a déclaré que la Syrie soutenait pleinement moralement le Hezbollah devant ces « agressions barbares israéliennes ».

#### Réactions aux États-Unis
Le Sénat des États-Unis dénonce le comportement du Hezbollah par un vote de 98 voix sur 100.
Le 23 juillet 2006, la secrétaire d'État américaine, Condoleezza Rice, qui s'est rendue sur place, a appelé, pour la première fois depuis le début du conflit libanais, à un cessez-le-feu « urgent » et que l'OTAN était plus efficace que l'ONU pour imposer la neutralisation de la frontière.
Le 5 août 2006, Washington et Paris s'entendent au terme de plusieurs jours de négociations, le conseil de sécurité des Nations unies examine un projet de résolution franco-américain appelant à « une cessation complète des hostilités ». Le projet de résolution vise un cessez-le-feu permanent et une solution à long terme. La force de l'ONU se déploierait avec l'armée gouvernementale libanaise dans le sud du pays, permettant ainsi un retrait sécuritaire des troupes israéliennes.

#### Réactions en France
Selon le Président de la République, Jacques Chirac :

« Il est essentiel d'avoir d'abord un cessez-le-feu. C'est le préalable. Ce cessez-le-feu comporte deux exigences. D'une part, la sécurité d'Israël, qui doit être assurée, et d'autre part, l'application réelle, sur le terrain, de la résolution 1559 de l'ONU. Il n'y aura pas de Liban stable et démocratique, comme c'est sa vocation déjà confirmée, si une partie de son territoire échappe à l'autorité du gouvernement et relève de la seule autorité de milices. C'est ce qu'avait clairement indiqué la 1559, et c'est ce qui doit être réalisé. Tous les Libanais, qui sont un très vieux peuple, une vieille civilisation, qui a surmonté au cours de l'histoire toutes les épreuves possibles, y compris leur propension à se disputer, doivent comprendre qu'il n'y a pas d'Etat stable, démocratique, tel qu'ils le souhaitent, si l'autorité du gouvernement ne s'exerce pas sur l'ensemble du territoire. »

Pour François Hollande, Premier Secrétaire du Parti Socialiste :

« Le Hezbollah a pris une grave responsabilité en entraînant, peut-être sous la pression de la Syrie ou de l'Iran, un conflit dont Israël s'est saisi pour justement essayer d'éradiquer le Hezbollah et assurer sa propre sécurité. »

La France demande l'ouverture de couloirs humanitaires.
Le 23 juillet, Philippe Douste-Blazy, alors ministre des affaires étrangères, dit que l'échange des prisonniers est nécessaire pour trouver une solution à la crise et qualifie le Liban de « pays martyr ». Le même jour, il rencontre les Français du nord d'Israël au consulat de Haïfa. Il doit se réfugier dans la salle des archives pour se protéger des bombardements.

#### Autres pays

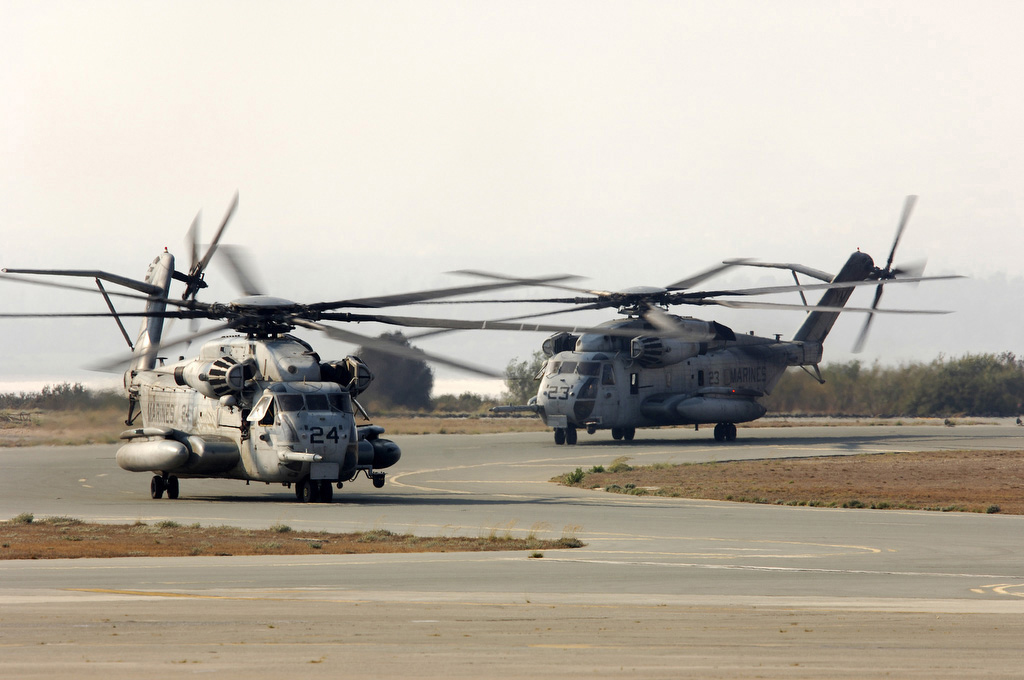
Deux CH-53 de l'USMC faisant la liaison entre Beyrouth et Chypre.

- Les États-Unis, le Royaume-Uni, l'Allemagne et le Canada déclarent qu'Israël a le droit de se défendre mais soulignent également que l'État hébreu doit faire preuve de la plus grande retenue possible.
- L'Algérie, la Syrie, l'Iran , le Maroc et le Yémen ont en revanche réaffirmé leur soutien au Liban et au Hezbollah.
- La Ligue arabe « condamne l'agression israélienne contre le Liban qui est contraire au droit international ».
- La Jordanie, l'Égypte et l'Arabie saoudite ont critiqué le Hezbollah, estimant que leurs actions nuisaient aux intérêts arabes.
- Le 14 juillet, le Conseil de sécurité des Nations unies a « reconnu, à la majorité de ses membres, la responsabilité du Hezbollah dans la crise au Liban tout en condamnant le soutien dont ce groupe bénéficie de la part de certains régimes et le caractère disproportionné de la riposte israélienne »[144].
- Le 16 juillet, le G8 réuni en sommet à Saint-Pétersbourg considère dans une déclaration[145],[146] que la crise « résulte des efforts déployés par des forces extrémistes pour déstabiliser la région et ruiner les aspirations des peuples palestinien, israélien et libanais à la démocratie et à la paix », citant nommément le Hamas et le Hezbollah, et considérant par ailleurs comme « essentiel qu'Israël, tout en exerçant son droit de se défendre, prenne en compte les conséquences stratégiques et humanitaires de ses opérations » demandant à l'état hébreu de « s'abstenir de tout acte qui déstabiliserait le gouvernement libanais ».
- Le 19 juillet, Louise Arbour, haut-commissaire des Nations unies aux droits de l'homme, appelle au respect du principe de proportionnalité dans toutes les opérations militaires, et rappelle que la responsabilité de ceux qui commandent peut être engagée, au regard du droit pénal international[147],[148],[149].
- Le 23 juillet, le ministre britannique des affaires étrangères Kim Howells critique l'opération israélienne et dit qu'elle cible les civils et l'infrastructure libanaise.

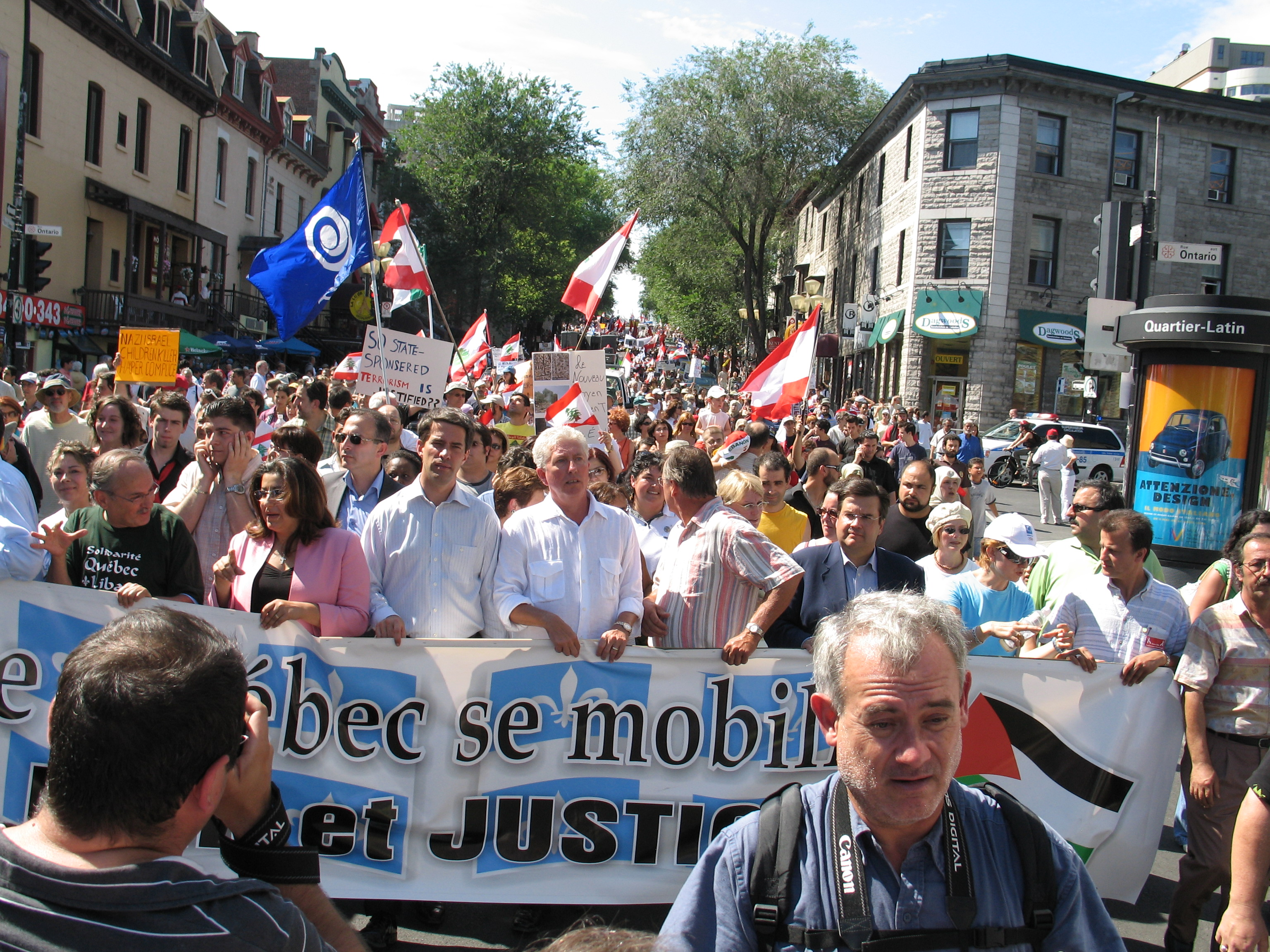
Manifestation contre l'attaque israélienne à Montréal, le 6 août 2006.

- Le 23 juillet, Jan Egeland, secrétaire général adjoint de l'ONU aux Affaires humanitaires, a accusé Israël de « violer le droit humanitaire » dans ses bombardements sur Beyrouth[150]. Selon lui, « il s'agit d'un usage de la force excessif dans une zone avec autant de citoyens » et il appelle à un arrêt des bombardements massifs du Liban et aux tirs de roquettes sur Israël.
- Le 25 juillet la Turquie dit préférer une supervision du conflit par l'ONU plutôt que par l'OTAN.
- Le 29 juillet Israël refuse une trêve humanitaire de 72 heures proposée par l'ONU[151].
- Le 30 juillet, à la suite du bombardement de Cana et sous la pression internationale, Israël accepte de suspendre ses attaques aériennes pendant 48 heures. La trêve sera rompue au bout de 4h[152],[153].
- Le 6 août puis le 12 août, de nombreuses manifestations ont eu lieu autour du monde : France, Canada, Japon, Venezuela… pour soutenir la population libanaise et demander l'arrêt des attaques israéliennes.[réf. nécessaire]
- Le 15 août, Javier Solana, le haut représentant pour la politique étrangère et de sécurité commune de l'Union européenne estime que le Hezbollah « va devoir choisir entre être une force politique libanaise responsable ou une tête de pont de l'Iran », dans un entretien publié par le quotidien El País.
- Le 31 août, Le secrétaire général adjoint de l'ONU chargé des affaires humanitaires, Jan Egeland juge « immorale » l'utilisation par Israël de bombes à sous-munitions au Liban, il dit : « Ce qui est choquant et je dirais, pour moi complètement immoral, est que 90 % des frappes de bombes à fragmentation se sont produites dans les dernières 72 heures du conflit, quand nous savions qu'il y aurait une résolution » appelant à la cessation des hostilités. Selon lui aussi jusqu'à 70 % des sous-munitions n'ont pas explosé, mettant en danger les populations regagnant leurs villages depuis l'entrée en vigueur du cessez-le-feu le 14 août[112].

Pour un recueilli des réactions dans la presse francophone, visitez Réactions Francophones sur le site CDL.

#### Organismes internationaux
L'organisation humanitaire Handicap International craint qu'Israël utilise des bombes à sous-munitions. Ces bombes ont à long terme les mêmes effets dévastateurs sur la population civile que les mines anti-personnel.
Amnesty International indique qu'Israël, selon des reportages dans les médias anglais, a reçu des bombes à guidées laser GBU-28 à l'uranium appauvri des États-Unis. Le même communiqué mentionne l'usage par Israël (constaté par Human Rights Watch) de bombes à fragmentation M483A1 de même que des bombes au phosphore blanc, bombes qu'Israël avait déjà utilisé pendant le siège de Beyrouth en 1982 et par l'armée américaine à Falluja. L'ONG rappelle que l'utilisation offensive du phosphore blanc est susceptible d'être qualifiée de « crime de guerre » en vertu du protocole III de la Convention sur certaines armes classiques, protocole qu'Israël n'a pas signé.
De son côté, Human Rights Watch dénonce des tirs de roquettes du Hezbollah délibérément faits pour tuer un maximum de civils. Certaines des roquettes lancées depuis le Liban sur la ville d'Haïfa contenaient des charges avec des centaines de billes métalliques. Ces billes n'auraient qu'« une utilité limitée contre des cibles militaires » tandis qu'elles infligent de « graves dommages » pour les victimes alentour ainsi que les bâtiments publics.
- Le 30 juillet, Human Rights Watch considère qu'Israël a commis des crimes de guerre et le juge responsable des victimes du bombardement de Cana, n'ayant pu fournir de preuve de l'existence d'installation militaire du Hezbollah[158].

- Le 3 août, un rapport de Human Rights Watch de 50 pages accuse Israël de commettre des crimes de guerre au Liban. Le rapport réfute « l'utilisation de civils comme des boucliers humains par le Hezbollah » avancée par Israël ainsi que la présence de membres du Hezbollah ou la conduite d’activités militaires dans une zone civile[159],[160].

- Le 23 août, un rapport de Amnesty International accuse Israël d'avoir délibérément détruit l'infrastructure civile au Liban, de ne pas respecter les lois humanitaires en temps de guerre et d'avoir commis des crimes de guerre au Liban. Amnesty conteste également les justifications du gouvernement israélien selon lesquelles le Hezbollah s'est servi des civils comme bouclier humain[24]. Selon le rapport « une telle destruction était délibérée et faisait partie d’une stratégie militaire, plutôt que des « dommages collatéraux » » et que cela « suggère une politique de punition du gouvernement libanais et de la population civile afin de les faire se retourner contre le Hezbollah » . L’organisation a fait savoir qu’elle étudierait les attaques du Hezbollah sur Israël de façon séparée.

### Analyse militaire
Cette guerre est considérée comme l'un des meilleurs exemples de conflit asymétrique au 21e siècle, où la force écrasante d'un protagoniste ne suffit pas à vaincre un adversaire plus faible mais bien préparé au combat.
Depuis la fin de l'occupation du Sud-Liban le Hezbollah avait amélioré son arsenal, disposant de roquettes à la portée supérieure aux prévisions israéliennes, et sa technologie, réussissant à « craquer » les codes d’accès aux images renvoyées par certains satellites à l’armée israélienne. Il avait aussi aménagé un réseau de tunnels bien pensés, permettant de repousser les assauts des blindés israéliens.
Contrastant avec l'opinion répandue selon laquelle l'issue de la guerre constituerait une défaite israélienne, l'historien militaire israélien Martin van Creveld considère ce conflit comme une victoire stratégique pour Israël, et une défaite du Hezbollah. En ce sens, il a aussi beaucoup critiqué le rapport de la Commission Winograd qui, selon lui, ne mentionnait pas les nombreux succès apporté par la campagne militaire israélienne, van Creveld estimant que le Hezbollah avait perdu des centaines de ses membres, et s’était trouvé « jeté dehors du Liban-sud », remplacé par une « force des Nations Unies assez robuste ». Ces résultats ont, selon lui, permis à Israël d'obtenir à sa frontière libanaise « un niveau de calme inédit depuis les années 1960 ». Dans un article publié en 2011, l'historien réaffirme que malgré des opérations au sol dénoncés comme « lentes et maladroites », la deuxième guerre du Liban est « une grande victoire pour Israël », notant qu'à l'issue de la guerre, « depuis la mi-août 2006, on n’a pas entendu un coup de feu tiré au Liban-sud ».
La Commission Winograd, chargée d’enquêter sur les raisons de l'échec de l'armée israélienne, a mis en cause la médiocrité des informations du Mossad et l'impréparation de la classe politique, tout particulièrement le Premier ministre et le ministre de la Défense. Le chef de l’état-major, Dan Haloutz, fut acculé à la démission lorsque la presse découvrit qu'il s'était rendu coupable d’un délit d’initié en revendant l’intégralité de ses actions à la bourse de Tel-Aviv, dont il prévoyait la chute imminente, quelques heures avant le début de l'offensive sur la Liban.

### Perspectives

#### Couverture médiatique
- La chaîne arabe Al Jazeera dit que son chef de bureau en Palestine, Walid al-Omari, qui assure la couverture médiatique au nord d'Israël, a été interpellé deux fois les 16 et 17 juillet. Un autre correspondant, Elias Karram, a été interpellé également avec son équipe. Les deux correspondants ont été relâchés ensuite. Chacun affirme que les autorités israéliennes les empêchent de situer les lieux bombardés par le Hezbollah[163].
- Le 13 juillet 2006, trois journalistes de la chaîne de télévision libanaise New TV ont été blessés lors d’un raid aérien mené par l’armée israélienne[164].
- Le 22 juillet, trois chaînes de télévision arabes ont dit avoir été bombardées par des avions israéliens, les obligeant à fuir cette région du sud du Liban. Elles affirment avoir été bombardées tout au long de leur fuite. Le même jour, l’aviation israélienne a bombardé des antennes de télécommunication et de radiodiffusion près de Beyrouth et dans le nord du Liban. Ces frappes ont notamment visé la chaîne LBC, dont un technicien a été tué, et dont la diffusion a été interrompue. À la suite de ces destructions, Reporters sans frontières compte saisir la Commission internationale humanitaire d’établissement des faits pour enquêter sur ces bombardements, qui pourraient constituer une violation du droit international humanitaire[165].
- Le 23 juillet, La photographe libanaise Layal Nagib, 23 ans, du magazine arabophone Al Jarass (La cloche), est tuée par le tir d'un missile israélien tombé près de sa voiture à proximité de Tyr, au Liban sud[166].
- Le 6 août, l'agence Reuters renonce aux services d'un photographe pigiste libanais à la suite de la retouche de deux photographies[167]. D'autres polémiques se multiplient autour des vidéos retransmises par l'agence Reuters.

- Le 12 août, au cours d'une interview radiodiffusée sur RTL, un photographe de Paris Match admet n'avoir jamais vu sur place au Liban de combattants du Hezbollah en armes.

#### Aides humanitaires pour le Liban
L'aide arrive au Liban, mais à la suite de la destruction des infrastructures du pays pendant l'affrontement, sa distribution est difficile.
- Iran: 19 millions de dollars[réf. nécessaire]
- Union européenne : 54 millions d'euros (72 millions de dollars)[168]
- États-Unis : 50 millions de dollars[169]
- Émirats arabes unis : 20 millions de dollars

#### Les ressortissants de pays étrangers au conflit
La situation se complique par la présence de milliers de ressortissants étrangers qui parcourent le pays. Bien qu'au moins 15 000 touristes et citoyens libanais aient fui par la route vers la Syrie le 13 juillet, l'entrée et la sortie du pays ont été rendues plus difficiles par le bombardement des autoroutes et postes-frontières, lors des raids israéliens sur cet axe de communication.

#### Ordre de bataille de l'armée israélienne
[pertinence contestée]
Toutes les forces armées engagées au Sud Liban le furent sous contrôle du Commandement Nord.
La composante d’active de l'armée israélienne engagée au Liban comprenait :
- 4 états-majors divisionnaires ;
- au moins 12 brigades ;
- des unités d’artillerie – au moins 6 bataillons ;
- des unités du génie – au moins 3 bataillons (601e, 603e et 605e Bataillons de sapeurs de combats) ;
- des unités des forces spéciales – soit les éléments d’au moins 6 unités spéciales ainsi qu’un bataillon d’infanterie considéré comme étant un équivalent aux forces spéciales et une unité de forces spéciales de la police israélienne.

Liste des états-majors divisionnaires :
- 91e division territoriale (Commandement Nord – Général Gal Hirsh) ;
- 162e division blindée (Commandement Centre - Gen. Guy Tzur) ;
- 98e division de parachutistes de réserve (Commandement Centre – Gen. Eyal Eisenberg) ;
- 366e division blindée de réserve (Commandement Sud – Gen. Erez Zuckerman).

La composante d’active engagée au Liban comprenait 7 brigades :
- 1re brigade d’infanterie « Golani » - : Colonel Tamir Yada ;
- 35e brigade de parachutistes – Col. Hagai Mordechai ;
- 933e brigade Nahal - Col. Micky Edelstein ;
- 7e brigade blindée – Col. Amnon Eshel Assulin ;
- 188e brigade blindée Barak ;
- 401e brigade blindée – Col. Moti Kidor.

Brigades de réserve :
- 2e brigade Carmeli ;
- 226e brigade de parachutistes ;
- 300e brigade - Col. Chen Livni ;
- 434e brigade blindée ;
- 551e brigade parachutiste de réserve ;
- 609e brigade Alexandroni - Col. Shlomi Cohen ;
- 769e brigade – (OC : Col. Raviv Nir ;
- 847e brigade blindée[170],[171].

#### Ouvrages
- Amos Harel, Avi Issacharoff, 34 Days: Israel, Hezbollah, and the War in Lebanon, 304 pages, Palgrave Macmillan, 2008.
- Marc-Antoine Brillant, Michel Goya, Israël contre le Hezbollah : Chronique d'une défaite, 180 pages, Editions du Rocher, 2014.
- Franck Mermier, Elizabeth Picard, Liban, une guerre de 33 jours, Editions la Découverte, 2007
- Abdallah Naaman, Le Liban. Histoire d'une nation inachevée, 3 tomes, Editions Glyphe, 2015.

#### Articles universitaires
- Dubuisson Francois, La guerre du Liban de l'été 2006 et le droit de la légitime défense, Revue Belge de Droit International, 2006. Lien.
- Jean-Loup Samaan, Israël-Hezbollah : la nouvelle équation stratégique, Revue Politique Etrangere, 2015/2 (Été), pages 113 à 123. Lien.
- Encel Frederic, Guerre libanaise de juillet-août 2006 : mythes et réalités d'un échec militaire israélien, Revue Herodote, no124, 2007. Lien.
- Kalb Marvin et Saivetz Carol, The Israeli—Hezbollah war of 2006: The media as a weapon in asymmetrical conflict. Harvard University Journal of Press/Politics, 2007, volume 12, no 3, p. 43-66.
- Palmieri Patrick A, Canetti-Nisim Daphna, Galea Sandro, The psychological impact of the Israel–Hezbollah War on Jews and Arabs in Israel: impact of risk and resilience factors, Social Science & Medicine, 2008, volume 67, no 8, p. 1208-1216. Lien.
- Sobelman Daniel. "Learning to deter: deterrence failure and success in the Israel-Hezbollah conflict, 2006–16.", International Security, 41.3 (2016): 151-196. Lien.
- Schleiffer Ron, Psychological operations: A new variation on an age old art: Hezbollah versus Israel, Studies in Conflict & Terrorism, 2006, volume 29, no 1, p. 1-19. Lien.
- Jason S. Wrachford, « The 2006 Israeli Invasion of Lebanon: Aggression, Self-Defense, or a Reprisal Gone Bad », Air Force Law Review, vol. 60,‎ 2007, p. 29 (lire en ligne, consulté le 7 octobre 2024)
- (en) Aliyu M. K. (PhD) et Mubarak A. M, « ISRAELI INVASION OF LEBANON IN JULY 2006: BELLUM JUSTUM (A JUST WAR) OR JUST A WAR? », International Journal of Humanities, Literature and Art Research,‎ 30 juin 2022 (ISSN 1116-2619, lire en ligne, consulté le 7 octobre 2024)

#### Rapports
- Lebanon: The Israel-Hamas-Hezbollah Conflict, Congressional Research Service, Library of Congress, September 2006 - Ce rapport a été envoyé aux élus américains pour leur expliquer la crise. Lien.
- Benjamin Lambeth, Israel’s Second Lebanon War, INSS, 2012. Lien.
- Chloé Berger, Le Hezbollah, héraut des ambitions régionales iraniennes ?, Institut Francais des Relations Internationales, 2017. Lien.